# Sovon
Sovon ({{langx|ko|서원}n) so bile najpogostejše izobraževalne ustanove v Koreji v času dinastije Čoson. Bile so zasebne ustanove in so združevale funkcije konfucijanskega svetišča in konfucijanske šole. V izobraževalnem smislu so se sovon ukvarjali predvsem s pripravo mladih moških na državne izpite za državno upravo. V večini primerov so sovon služili le učencem aristokratskega razreda jangban. 6. julija 2019 je UNESCO zbirko devetih sovonov razglasil za območje svetovne dediščine.

## Zgodovina
Sovoni so se v Koreji prvič pojavili v zgodnji dinastiji Čoson, katere ustanovitev so v glavnem spodbudili neokonfucijanski učenjaki Sarim. Čeprav natančno leto uvedbe sovonov v Koreji ni znano, je kralj Sedžong leta 1418 nagradil dva učenjaka za njuno delo pri ustanovitvi sovonov v Gimdžeju in Gvangdžuju. Prvi sovon, ki je prejel kraljevo listino, je bil Sosu Sovon v Pungiju, ki mu je predsedoval Tegje, kralj Mjongdžong pa mu je leta 1550 podaril obešalno desko. Zgodovinar Michael Shin omenja, da je najzgodnejši sovon v Severnem Gjongsangu ustanovil Ju Sebung (1495–1554).
Veliko število sovonov so ustanovili vodilni sonbi (literati) ali lokalne skupine družin jangban. Nekateri sarimski učenjaki, ki so se po čistkah literatov v 16. stoletju upokojili v vasi, so sovone uporabljali kot svojo politično bazo.
Zasnovani so bili po vzoru zgodnjih zasebnih kitajskih akademij klasičnega učenja, imenovanih šujuan. Slednje so nastale v 8. stoletju pod dinastijo Tang, kasneje pa so bile pod dinastijo Juan razpuščene in so postale pripravljalne šole za cesarske izpite pod vladnim nadzorom.
Večina sovonov je bila zaprta z odlokom regenta Devon-guna v turbulentnih zadnjih letih 19. stoletja. Leta 1864 je prepovedal nepooblaščeno gradnjo sovonov in leta 1868 odpravil njihovo davčno oprostitev; končno je leta 1871 ukazal zaprtje vseh, razen peščice. Pokrajinski jangban je bil nad temi ukrepi ogorčen in to je eden od razlogov, da je bil Devon-gun leta 1873 odstavljen z oblasti; vendar je sovon ostal zaprt.

## Območje svetovne dediščine
- Sosu Sovon, Jongdžu, Gjongsangbuk-do
- Namgje Sovon, okrožje Hamjang, Gjongsangnam-do
- Oksan Sovon, Gjongdžu, Gjongsangbuk-do
- Dosan Sovon, Andong, Gjongsangbuk-do
- Piram Sovon, okrožje Jangsjeong, Džolanam-do
- Dodong Sovon, okrožje Dalseong, metropolitansko mesto Degu
- Bjongsan Sovon, Andong, Gjongsangbuk-do
- Musong Sovon, Džongeup, Džolabuk-do
- Donam Sovon, Nonsan, Čungčongnam-do

## Korejska kulturna dediščina
Leta 1741 (Jongdžo 17), ko so bili sovoni ukinjeni zaradi korupcije, povezane z njimi, in zaradi njihove vloge v frakcijski politiki, je bilo število sovonov blizu 1000.
Trenutno je v Južni Koreji približno 150 seowonov[potreben citat] kulturnih dediščin, mnogi pa so bili obnovljeni. Še vedno delujejo kot svetišča konfucijanskih učenjakov, ki so opravili pomembne storitve za Joseon, prispevali k učenju Joseona ali so bili preprosto družinski člani, vendar se seowoni lahko uporabljajo tudi za dogodke, kot so akademski kolokviji.[1] Glej na primer Gangseon Seowon,[9] Hyoam Seowon,[10] in Galcheon Seowon.[11]